# (7531) Pecorelli
(7531) Pecorelli (1994 SC) – planetoida z pasa głównego asteroid okrążająca Słońce w ciągu 3,58 lat w średniej odległości 2,34 j.a. Odkryta 24 września 1994 roku.